# Junagarh
Junagarh o Junagadh fou un estat tributari protegit a l'agència de Kathiawar o Agència de l'Índia Occidental, presidència de Bombai, amb una superfície de 8.505 km².

## Geografia
Estava limitat al nord per les Muntanyes Barda i Halar, a l'est per Gohelwar, i a l'oest i sud per la mar d'Aràbia. El país era pla excepte la part de les muntanyes volcàniques de Girnar amb el puig Gorakhnath, de 1136 metres. Els principals rius eren el Bhadar i el Saraswati (o riu sagrat de Prabhas Patan). Estava repartida en 7 ciutats i 811 pobles. La població el 1901 eren 301.773 hindús, 85.684 musulmans i 7.842 jainistes. La capital era Junagarh (ciutat). A les muntanyes sagrades de Girnar hi ha diversos temples jainistes. Llocs interessants són també el temple en ruïnes de Somnath i els port de Veraval, Nawabandar, Sutrapara i Mangrol. L'estat tenia 18 municipalitats. La població era:
- 1872: 380.921
- 1881: 387.499
- 1891: 484.190
- 1901: 395.428
- 1921: 465.493
- 1931: 545.152

## Història
Era un estat rajput del clan chudasma que va durar fins al 1472 quan fou conquerit per Sultan Mahmud Begara d'Ahmadabad. Sota Akbar el Gran va esdevenir una dependència de l'Imperi Mogol, dins el virregnat de Gujarat. Vers 1725, quan el governador o virrei mogol havia perdut la seva autoritat, un soldat de fortuna de nom Sher Khan Babi, la família del qual exercia importants funcions a la ciutat, va expulsar al governador mogol local i es va apoderar del govern (vers 1725). El seu fill Salabat Khan el va succeir a Junagarh mentre un altre fill més jove va rebre Radhanpur. Salabat va governar fins al 1730 quan el va succeir el seu fill gran Sher Khan, mentre un altre fill va rebre Bantwa i un tercer Manavadar. Sher Khan es va declarar independent vers el 1735. El 1807 va signar el primer tractat amb els britànics. El sobirà portava el títol de nawab i va tenir salutació d'onze canonades sent considerat estat de primera classe al kathiawar. El 1877 l'estat va agafar temporalment el nom de Soruth i després de 1925 va agafar indiferentment el nom de Saurashtra o el de Junagarh (Junagadh). Mahabat Khanji III va rebre dret personal de salutació d'e 15 canonades. El 1947 el sobirà, que era musulmà, va optar per la seva unió al Pakistan que fou acceptada per aquest estat el 15 de setembre de 1947; però l'estat fou ocupat per l'Índia i annexionat el 9 de novembre de 1947 i el 24 de febrer de 1948 un referèndum va aprovar la unió a l'Índia que va entrar formalment en vigor l'endemà.

## Tributs, moneda, segells, exèrcit
El tribut que pagava l'estat era de 65.604 rupies al Gaikwar de Baroda i al govern britànic. Rebia però unes contribucions anomenades zortalabi o zortalbi de diversos senyors del Kathiawar, que pujaven a 92.421 rúpies. Va encunyar la seva pròpia moneda si bé la moneda de l'Índia Britànica corria també, i segells de correus es van emetre entre 1913 i 1944. L'exèrcit era el 1881 de 2.682 homes i el 1901 de 161 homes, dels que 62 eren muntats; la polícia la formaven 1760 homes, dels que 144 muntats.

Pavelló mercant

## Bandera
La bandera era groga i al centre l'escut de l'estat. El 1921 se li va concedir l'ús a la mar del pavelló vermell britànic amb disc blanc dins del qual l'emblema de l'estat, tres muntanyes (disposades dos dalt i una sota) separades per tres boles, tot en verd.

## Llista de sobirans
- Bahadurkhanji Babi 1630-1654
- Sherkhanji Babi 1654-1690
- Nawab Ja'afarkhanji Babi (Sardarkhanji) 1690-1725
- Nawab Saheb Salabat Muhammadkhan Babi 1725-1730
- Nawab Saheb Muhammad Sher Khan Babi 1730-1758
- Nawab Saheb Muhammad Mahabat Khanji I 1758-1774
- Nawab Saheb Muhammad Hamid Khanji I 1774-1811
- Nawab Saheb Muhammad Bahadur Khanji I 1811-1840
- Nawab Saheb Muhmmad Hamid Khanji II 1840-1851
- Nawab Saheb Muhammad Mahabat Khanji II 1851-1882
- Nawab Saheb Muhammad Bahadur Khanji II 1882-1892
- Nawab Saheb Sir Muhmmad Rasul Khanji 1892-1911
- Nawab Saheb Sir Muhmmad Mahabat Khanji III Rasul Khanji 1911-1959
- Nawab Saheb Muhammad Dilawar Khanji Mahabat Khanji 1959-1989
- Nawab Saheb Muhammad Jahangir Khanji Dilawar Khanji